# Allopetalia reticulosa
Allopetalia reticulosa – gatunek ważki z rodziny żagnicowatych (Aeshnidae). Endemit Chile występujący w północnej i środkowej części kraju; stwierdzono go w regionach Atakama, Valparaíso i Coquimbo.